# Theridion orlando
Theridion orlando là một loài nhện trong họ Theridiidae.
Loài này thuộc chi Theridion. Theridion orlando được miêu tả năm 1950 bởi Archer.